# Amárita
Amárita (en euskera y oficialmente Amarita) es un concejo del municipio de Vitoria, perteneciente a la Cuadrilla de Vitoria, en la provincia de Álava, País Vasco (España).

## Toponimia
En el año 1025 en la Reja de San Millán, consta como Hamarita.En 1305 se documenta como amarieta; y en 1351 amarita. También ha sido denominada ochoa d'amarita, amaryta, amárita, amaritasoloa, amaritaortua o amaritu, entre otras.

## Geografía física
Está situado en la margen izquierda del río Santa Engracia, entre este y el Zadorra, al que vierte sus aguas algo más adelante. Se encuentra al norte de Vitoria, a 7,1 kilómetros de la ciudad. Se accede a través de carreteras locales y está situada cerca de los pueblos de Mendibil y Arroyabe, pertenecientes al municipio de Arrazua-Ubarrundia. Limita al N. con Luco, al E. con Arróyabe, al S. con Mendívil y al O. con Miñano Mayor.
|                     | Norte: Luco   |                |
| Oeste: Miñano Mayor |               | Este: Arroyabe |
|                     | Sur: Mendívil |                |

## Despoblado
Forma parte del concejo el despoblado de:
- Restia.[5]

## Historia
La primera mención escrita de este pueblo data de 1025 cuando se le menciona con el nombre de Hamarita. En aquel entonces pertenecía al alfoz de Ubarrundia, junto con las aldeas vecinas. En 1332 quedó adscrita a la villa de Vitoria por donación del rey Alfonso XI de Castilla. Desde entonces es una de las aldeas que marcan el límite norte del término municipal de Vitoria.
A mediados del siglo, cuando formaba parte del ayuntamiento de Ali, tenía 79 habitantes. Aparece descrito en el segundo volumen del Diccionario geográfico-estadístico-histórico de España y sus posesiones de Ultramar de Pascual Madoz de la siguiente manera:

AMARITA: l. en la prov. de Alava, dióc. de Calahorra (19 leg.), vicaría de Gamboa, herm. y part. jud. de Vitoria (1), ayunt. de Ali (1 ½): sit. en un llano á la márg. der. del r. que forma el Urquiola y Sta. Engracia antes de unirse al Zadorra : el clima sano : tiene igl. parr. (San Pedro Apóstol), servida por dos beneficiados : el térm. confina al N. con Arroyabe, al E. Ullibarri Gamboa, por S. Mendivil, y al O. Miñano-Mayo: hay dos montecillos al S. y O., pero con poco arbolado: el terreno, recorrido por los derrámes de varias y buenas fuentes, asi como por el indicado r., sobre el cual tiene un molino harinero, es fértil : los caminos son medianos, y el correo se recibe por Vitoria, á cuyos mercados concurren estos naturales con sus prod. de toda clase de granos, algunas legumbres, frutas, hortaliza y lino: cria poco ganado: pobl.: 16 vec., 79 alm.: riqueza y contr.: (V. Alava intendencia.)
(Madoz, 1845, pp. 233-234)

Décadas después, ya en el siglo XX, se describe de la siguiente manera en el tomo de la Geografía general del País Vasco-Navarro dedicado a Álava y escrito por Vicente Vera y López:

Amárita.—Lugar separado de la capital 7,190 metros; se compone de 21 edificios, 16 de dos pisos y 5 de uno, de ellos 4 deshabitados; su población es de 83 habitantes de hecho é igual número de derecho, de ellos 40 varones y 43 hembras. Su parroquia, de categoría rural de segunda clase, está dedicada á San Pedro y pertenece al arciprestazgo de Gamboa. Carece de escuela de instrucción pública y los niños asisten á la de Ullíbarri-Gamboa. Está situada en la margen izquierda del río que forman los arroyos Urquiola y Santa Engrancia. Confina al N. con Luco, al E. con Ullíbarri-Gamboa, al S. con Mendibil y al O. con Miñano Mayor. Brotan en su término varias fuetnes y el citado río le sirve para mover un molino harinero. Recolecta cereales, hortalizas, legumbres, frutas, etc., y cría ganado de varias clases. Pertenece al vecindario el monte comunal de Albertia, de 32 hectáreas, en el que crecen hayas, y el de Sabalgana, de robles comunes, con una superficie de 14 hectáreas. Comunica con Vitoria por un camino vecinal.
(Vera y López, 1915-1921, pp. 325-326)

## Demografía
En 2018 el concejo cuenta con una población de 46 habitantes según el padrón municipal de Vitoria.
| Gráfica de evolución demográfica de Amárita entre 2000 y 2017 |
|                                                               |
| Población de derecho según los censos de población del INE.   |

## Cultura

### Patrimonio material
En el pueblo destaca la iglesia de de San Pedro Apóstol. El edificio es del siglo XIX y el retablo mayor de estilo neoclásico. Algunos elementos de la iglesia son anteriores, como la torre y la sacristía que data del siglo XVIII y los retablos laterales que son del siglo XVII.
Fuente construida por la vecindad del concejo para el sumInistro de agua potable para el vecindario, localizada fuera del casco, al noroeste del mismo y muy próxima al cauce del rlo Santa Engracla.
Molino que existió en el término conocido como Lotazarra, en el camIno que conducía a la desaparecida ermita de la Santlslma TrinIdad. Tuvo dos pares de pIedras, con las dos cintas colocadas consecutivamente, Era propiedad del Concejo, quien acostumbrará a sacara su arrendamiento el 1 de mayo.
Puente localizado al Este, sobre el río Santa Engracia, en la salida hacia los campos de labor y los lugares de Miñano Mayor y Retana. En épocas pasadas daba servicio a uno de los caminos reales comerciales más frecuentados.
El juego de bolos se localiza en el sector central de Amárita, formando parte de un rectangular espacio abierto o plazoleta a la que asoman también otros edificios de titularidad pública (escuela y casa del maestro -antigua ermita-).
Por la localidad pasa la Ruta del Vino y del Pescado (GR 38).

### Patrimonio inmaterial
Las fiestas patronales, en honor a San Pedro, se celebran el 29 de junio.